# كايل فيشر
كايل فيشر (بالإنجليزية: Kyle Fisher)‏ (19 يونيو 1994 إيسلي الولايات المتحدة - ) هو لاعب كرة قدم أمريكي يلعب كمدافع.

## روابط خارجية
- كايل فيشر على موقع الدوري الأمريكي (الإنجليزية)
- كايل فيشر على موقع قاعدة بيانات كرة القدم.إي يو (الإنجليزية)
- كايل فيشر على موقع عالم كرة القدم.نت (الإنجليزية)
- كايل فيشر على موقع AS.com (الإسبانية)